# Brennnesselsuppe

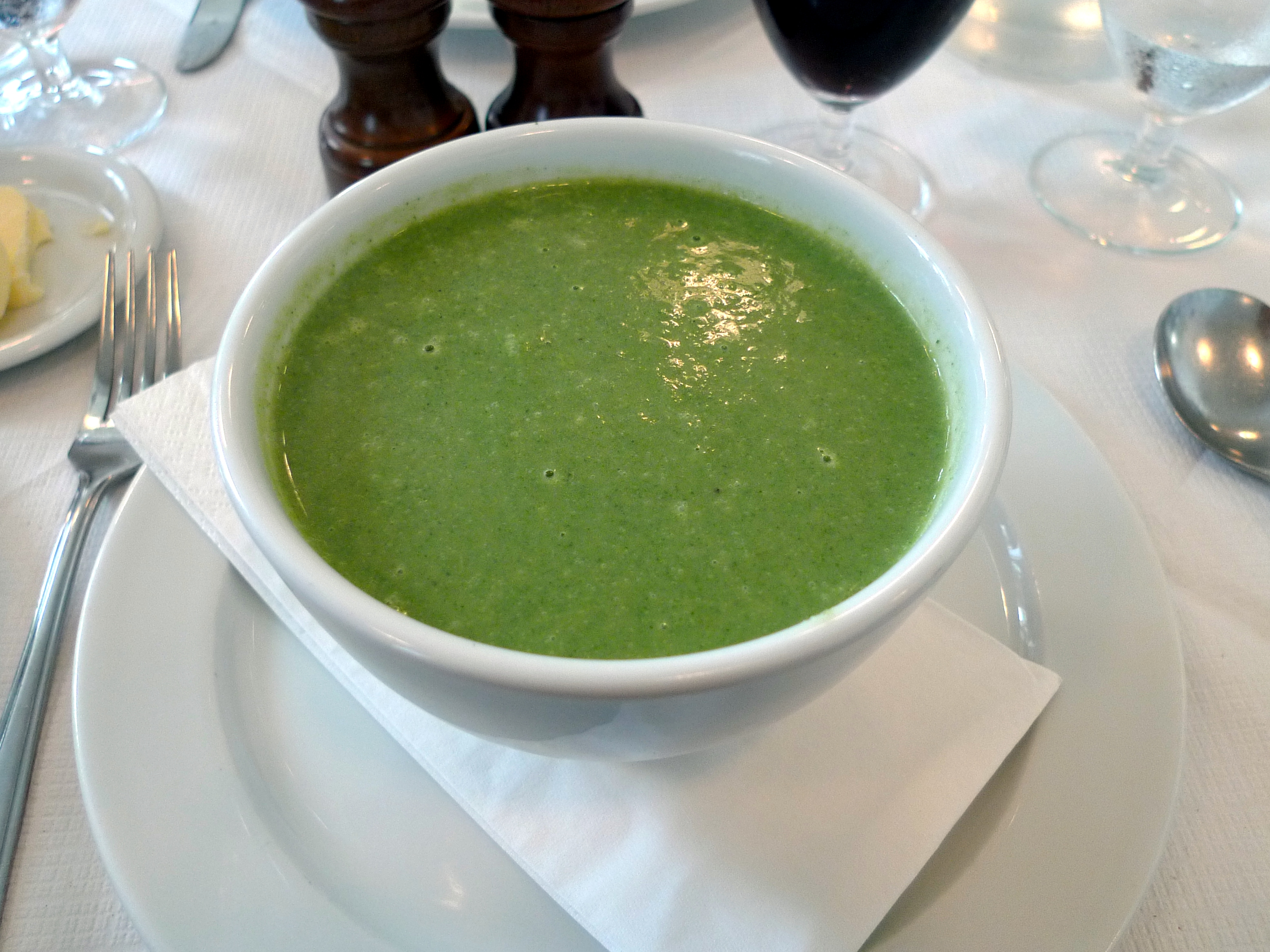
Brennnesselsuppe in einem Londoner Restaurant

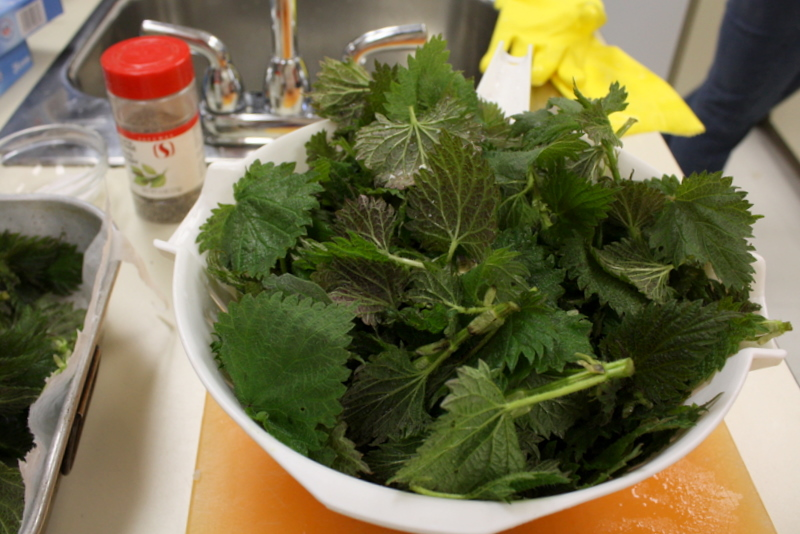
Brennnesseln vor dem Kochen

Brennnesselsuppe ist eine grüne Suppe, die aus den Blättern der Großen Brennnessel zubereitet wird. Von der Pflanze, die zu den Brennnesseln der brennenden Art gehört, werden nur die jungen Triebe und Spitzen verwendet. Die Pflanzenteile müssen gekocht werden, um die brennende Säure ihrer Brennhaare zu zerstören. In Europa ist Brennnesselsuppe eines der wenigen Gerichte, in dem die Brennnesseln eine Hauptrolle spielen.

## Zubereitung
Prinzipiell kann Brennnesselsuppe wie eine Spinatsuppe hergestellt werden, indem man den Spinat durch junge Brennnesseln ersetzt. Als „grüne Suppe“ können die Brennnesseln zusammen mit andern Kräutern wie Ampfer, Poree, Kresse kombiniert werden und mit Mehlschwitze, Kartoffeln oder Bohnen eingedickt werden.
Frische, junge Brennnesselblätter werden mit etwas Wasser zerkleinert oder püriert, dann in einer Brennsuppe aus Mehl, Fett und Wasser gekocht, gesalzen und gewürzt. Die Brennnesselsuppe kann mit süßem oder saurem Rahm wie eine Cremesuppe verfeinert werden.

## Legenden
Tibeter sagen, dass ihr berühmter Dichter und Heiliger Milaraspa sich über Jahre hinweg ausschließlich von Brennnesselsuppe (Satuk) ernährte, sodass er sich vollkommen grün verfärbte. Eines Tages vergoss er versehentlich seine Brennnesselsuppe vor der Höhle, in der er lebte. Die Suppe floss vom Berg ins Tal hinab und seither wachsen Brennnesseln in dem sonst völlig unfruchtbaren Tal Kyirong (Glückliches Tal) und markieren den Weg.